# 3766 Junepatterson
3766 Junepatterson este un asteroid din centura principală, descoperit pe 16 ianuarie 1983 de Edward Bowell.